# Kabinett Van Tienhoven
Das Kabinett van Tienhoven war das neunzehnte Kabinett der Niederlande. Es bestand vom 21. August 1891 bis zum 9. Mai 1894.

## Zusammensetzung
| Amt                    | Amtsinhaber                                            | Partei | Bemerkungen                        |
| ---------------------- | ------------------------------------------------------ | ------ | ---------------------------------- |
| Premierminister        | Gijsbert van Tienhoven                                 | –      |                                    |
| Auswärtiges            | Gijsbert van Tienhoven Joannes Coenraad Jansen (komm.) | – –    | bis 21. März 1894 ab 21. März 1894 |
| Justiz                 | Hendrik Jan Smidt                                      | –      |                                    |
| Inneres                | Johannes Pieter Roetert Tak van Poortvliet             | –      |                                    |
| Finanzen               | Nicolaas Pierson                                       | –      |                                    |
| Krieg                  | August Lodewijk Willem Seyffardt                       | –      |                                    |
| Marine                 | Joannes Coenraad Jansen                                | –      |                                    |
| Verkehr und Wirtschaft | Cornelis Lely                                          | –      |                                    |
| Kolonien               | Willem Karel van Dedem                                 | –      |                                    |